# Charles Murphey
Charles Murphey (* 9. Mai 1799 bei Anderson, Anderson County, South Carolina; † 16. Januar 1861 in Decatur, Georgia) war ein US-amerikanischer Politiker. Zwischen 1851 und 1853 vertrat er den Bundesstaat Georgia im US-Repräsentantenhaus.

## Werdegang
Charles Murphey besuchte die öffentlichen Schulen seiner Heimat. Nach einem anschließenden Jurastudium und seiner im Jahr 1825 erfolgten Zulassung als Rechtsanwalt begann er in Decatur in seinem neuen Beruf zu arbeiten. Von 1825 bis 1827 war er auch Gerichtsdiener im dortigen DeKalb County.
Von 1839 bis 1841 saß Murphey als Abgeordneter im Repräsentantenhaus von Georgia; zwischen 1842 und 1856 gehörte er mehrfach dem Staatssenat an. Bei den Kongresswahlen des Jahres 1850 wurde er als Unionist im vierten Wahlbezirk von Georgia in das US-Repräsentantenhaus in Washington, D.C. gewählt, wo er am 4. März 1851 die Nachfolge von Hugh A. Haralson antrat. Bis zum 3. März 1853 absolvierte er nur eine Legislaturperiode im Kongress.
Nach seinem Ausscheiden aus dem US-Repräsentantenhaus wandte sich Murphey der Demokratischen Partei zu. Im Jahr 1860 war er Delegierter zur Democratic National Convention in Baltimore. Ansonsten arbeitete er als Rechtsanwalt. Charles Murphey starb am 16. Januar 1861 in Decatur und wurde dort auch beigesetzt.